# Neottianthe compacta
Neottianthe compacta är en orkidéart som beskrevs av Rudolf Schlechter. Neottianthe compacta ingår i släktet Neottianthe och familjen orkidéer. Inga underarter finns listade i Catalogue of Life.